# Alchemilla venusta
Alchemilla venusta é uma espécie de rosácea do gênero Alchemilla, pertencente à família Rosaceae.